# Liste des telenovelas et séries de TV Azteca

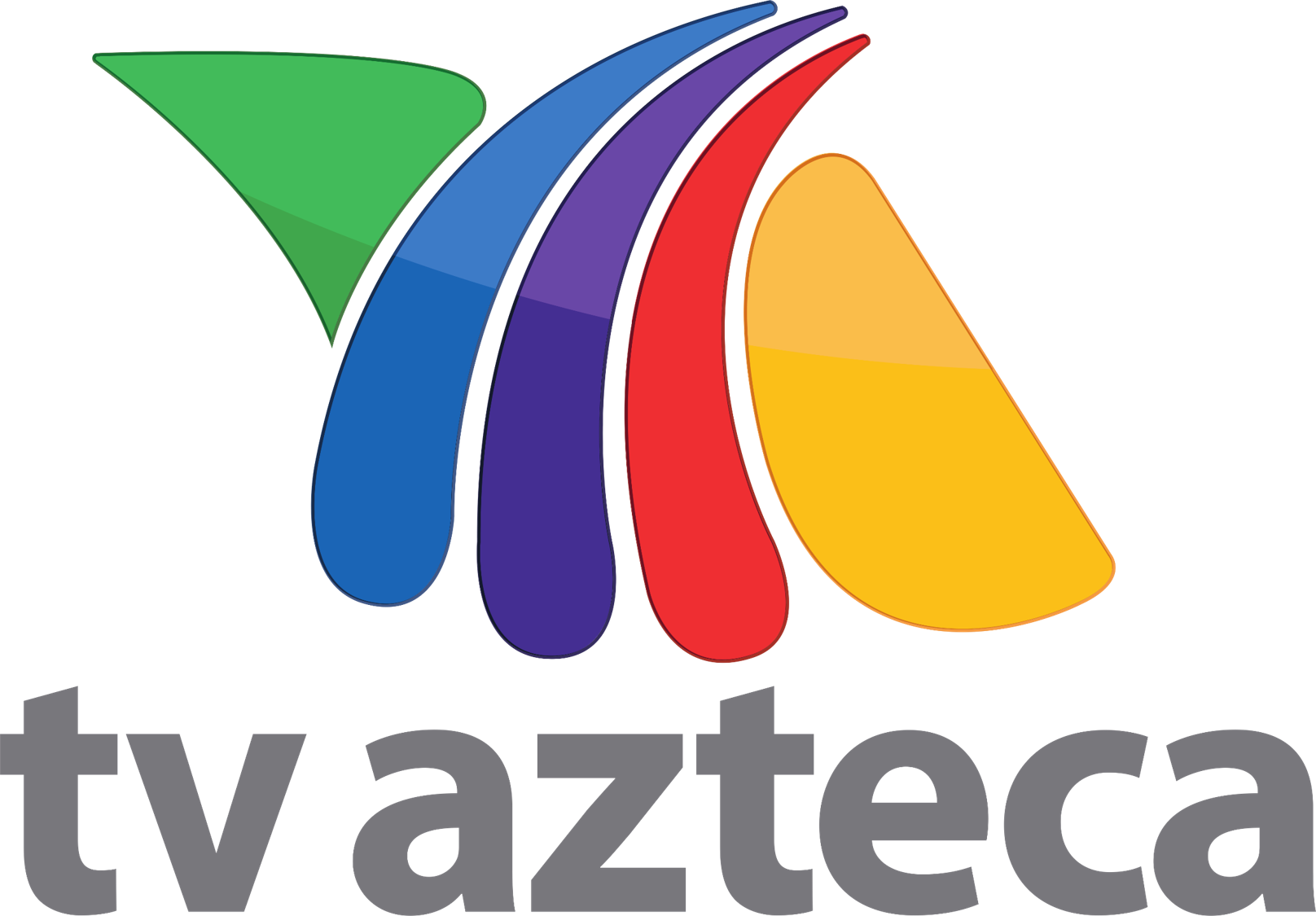
Logo de TV Azteca.

Cet article présente la liste des telenovelas et séries de TV Azteca par année de 1993 à aujourd'hui.

## Années 1990

### 1993
- El peñón del Amaranto

### 1994
- A flor de piel

### 1995
- Con todo el alma

### 1996
- Nada personal
- Te dejaré de amar
- Tric trac

### 1997
- Rivales por accidente
- Al norte del corazón
- Mirada de mujer
- Demasiado corazón
- La chacala

### 1998
- Chiquititas
- Señora
- La casa del naranjo
- Perla
- Tentaciones
- Azul tequila
- El amor de mi vida
- Tres veces Sofía

### 1999
- Yacaranday
- Romántica obsesión
- Catalina y Sebastián
- Marea brava
- La vida en el espejo
- El candidato
- Háblame de amor
- Besos prohibidos

## Années 2000

### 2000
- Ellas, inocentes o culpables
- Todo por amor
- La Calle de las novias
- Golpe bajo
- El amor no es como lo pintan
- Tío Alberto

### 2001
- Amores... Querer con Alevosía
- Como en el cine
- Cuando seas mía
- Lo que es el amor
- Uroboros

### 2002
- Agua y aceite
- Por ti
- El país de las mujeres
- Súbete a mi moto
- La duda

### 2003
- Enamórate
- Un nuevo amor
- Mirada de mujer, El regreso
- Dos chicos de cuidado en la ciudad
- La hija del jardinero

### 2004
- Soñarás
- Belinda
- La heredera
- Las Juanas
- Los Sánchez

### 2005
- La otra mitad del sol
- Top models
- Ni una vez más
- Amor en custodia
- Machos

### 2006
- Amor sin condiciones
- Amores cruzados
- Montecristo
- Campeones de la vida
- Ángel, las alas del amor

### 2007
- Se busca un hombre
- Mientras haya vida
- Bellezas indomables

### 2008
- Vivir por ti
- Tengo todo excepto a ti
- Alma legal
- Pobre rico... pobre
- Deseo prohibido
- Contrato de amor
- Cachito de mi corazón
- Noche eterna
- Secretos del alma

### 2009
- Eternamente tuya
- Vuélveme a querer
- Pasión Morena
- Pobre diabla
- Mujer comprada

## Années 2010

### 2010
- La loba
- Vidas robadas
- Quiéreme tonto
- Prófugas del destino
- Entre el amor y el deseo

### 2011
- Lucho en familia
- Emperatriz
- Cielo rojo
- Bajo el alma
- Huérfanas
- A corazón abierto

### 2012
- La mujer de Judas
- Quererte así
- Amor cautivo
- Los Rey
- La otra cara del alma

### 2013
- Vivir a destiempo
- Destino
- Secretos de familia
- Corazón en condominio
- Hombre tenías que ser
- Prohibido amar

### 2014
| #   | Production            | Première diffusion | Dernière diffusion | Heure | Épisodes | Producteur(s)                | Réalisateur(s)                |
| --- | --------------------- | ------------------ | ------------------ | ----- | -------- | ---------------------------- | ----------------------------- |
| 103 | Siempre tuya Acapulco | 10 février 2014    | 17 août 2014       | 20h30 | 136      | Rita Fusaro                  | Enrique Ripari, Carlos Guerra |
| 104 | Las Bravo             | 18 août 2014       | 13 février 2015    | 20h00 | 130      | Jorge Solano, Francisco Sosa | José Acosta, Enrique Pineda   |

### 2015
| #   | Production                        | Première diffusion | Dernière diffusion | Heure | Épisodes | Producteur(s)                            | Réalisateur(s)                                       |
| --- | --------------------------------- | ------------------ | ------------------ | ----- | -------- | ---------------------------------------- | ---------------------------------------------------- |
| 105 | Así en el barrio como en el cielo | 16 février 2015    | 31 juillet 2015    | 20h00 | 120      | Fides Velasco                            | Fabián Corres, Juan Patrón Fox                       |
| 106 | UEPA! Un escenario para amar      | 27 avril 2015      | 5 juin 2015        | 17h00 | 30       | Jorge Solano, Francisco Sosa             | José Acosta, Enrique Pineda                          |
| 107 | Caminos de Guanajuato             | 11 mai 2015        | 11 septembre 2015  | 21h00 | 90       | Elisa Salinas, Pedro Lira, Pedro Luévano | Rafael Gutiérrez                                     |
| 108 | Tanto amor                        | 3 août 2015        | 15 janvier 2016    | 20h00 | 120      | Rita Fusaro                              | Luis Servando Reyes, Rodrigo Cachero, Eduardo Ripari |

### 2016
| #   | Production           | Première diffusion | Dernière diffusion | Heure | Épisodes | Producteur(s)                                      | Réalisateur(s)                 |
| --- | -------------------- | ------------------ | ------------------ | ----- | -------- | -------------------------------------------------- | ------------------------------ |
| 109 | Entre correr y vivir | 22 octobre 2016    | 22 décembre 2016   | 22h00 | 40       | Julián Antuñano                                    | Raúl Quintanilla               |
| 110 | Rosario Tijeras      | 30 octobre 2016    | 30 janvier 2017    | 21h00 | 60       | Ximena Cantuarias, Daniel Ucrós, Juan Pablo Posada | Chavas Cartas Alejandro Lozano |

### 2017
| #   | Production          | Première diffusion | Dernière diffusion | Heure | Épisodes | Producteur(s)                                     | Réalisateur(s)                                               |
| --- | ------------------- | ------------------ | ------------------ | ----- | -------- | ------------------------------------------------- | ------------------------------------------------------------ |
| 111 | La fiscal de hierro | 30 janvier 2017    | 19 mai 2017        | 21h00 | 80       | Manolo Cardona, Ana Cecilia Urquidi, Joshua Mintz | Moisés Ortíz Urquidi, Juancho Cardona, Jorge Eduardo Ramírez |
| 112 | Nada personal       | 22 mai 2017        | 5 septembre 2017   | 21h30 | 77       | Fides Velasco, Jacky Castro                       | Javier Patrón Fox, Fabián Corres, Jorge Ríos                 |
| 113 | Las Malcriadas      | 18 septembre 2017  | 9 février 2018     | 21h30 | 103      | Joshua Mintz, Ana Celia Urquidi                   | Moisés Urquidi, Raúl Caballero                               |
| 114 | 3 familias          | 23 octobre 2017    | 25 mai 2018        | 19h30 | 150      | Joshua Mintz, Ana Celia Urquidi                   | Claudio Callao, Guido Sánchez                                |
| 115 | La hija pródiga     | 23 octobre 2017    | 21 janvier 2018    | 20h30 | 66       | Joshua Mintz, Ana Celia Urquidi                   | Salvador Aguirre, Pablo Gómez Sáenz                          |

### 2018
| #   | Production        | Première diffusion | Dernière diffusion | Heure | Épisodes | Producteur(s)                   | Réalisateur(s)                 |
| --- | ----------------- | ------------------ | ------------------ | ----- | -------- | ------------------------------- | ------------------------------ |
| 116 | Educando a Nina   | 12 mars 2018       | 4 août 2018        | 20h30 | 106      | Joshua Mintz, Ana Celia Urquidi | Claudio Callao, Raúl Caballero |
| 117 | Tres Milagros     | 12 mars 2018       | 25 mai 2018        | 21h30 | 55       | Harold Sánchez                  | Carlos Bolado, Camilo Vega     |
| 118 | Rosario Tijeras 2 | 27 août 2018       | 16 décembre 2018   | 21h00 | 67       | Karina Blanco                   | Joshua Mintz, Angélica Guerra  |

### 2019
| #   | Production      | Première diffusion | Dernière diffusion | Heure | Épisodes | Producteur(s)   | Réalisateur(s)                    |  |
| --- | --------------- | ------------------ | ------------------ | ----- | -------- | --------------- | --------------------------------- |  |
| 119 | María Magdalena | 18 février 2019    | 19 avril 2019      | 22h30 | 60       |                 | Juan Pablo Posada Daniel Ucrós    |  |
| 120 | La bandida      | 1er mars 2019      | 25 mai 2019        | 21h30 | 55       |                 | Andrés Santamaría                 |  |
| 121 | Hernán          | 24 novembre 2019   | 16 décembre 2019   | 22h00 | 8        | Amaya Muruzabal | Jaime B. Ramos, Gabriela Valentán |  |

## Années 2020

### 2020
| #   | Production   | Première diffusion | Dernière diffusion | Heure | Épisodes | Producteur(s)   | Réalisateur(s)                    |
| --- | ------------ | ------------------ | ------------------ | ----- | -------- | --------------- | --------------------------------- |
| 122 | Desaparecida | 5 octobre 2020     | 22 février 2021    |       | 80       | Amaya Muruzabal | Jaime B. Ramos, Gabriela Valentán |

### 2021
| #   | Production        | Première diffusion | Dernière diffusion | Heure | Épisodes | Producteur(s)     | Réalisateur(s)                |
| --- | ----------------- | ------------------ | ------------------ | ----- | -------- | ----------------- | ----------------------------- |
| 123 | Un día para vivir | 6 septembre 2021   |                    |       |          | Rafael Urióstegui | Héctor Forero David Mascareño |

### Sources
- (es) Cet article est partiellement ou en totalité issu de l’article de Wikipédia en espagnol intitulé « Anexo:Telenovelas de TV Azteca » (voir la liste des auteurs).